# Mount Benson, British Columbia
Mount Benson är ett berg i Kanada.   Det ligger i provinsen British Columbia, i den sydvästra delen av landet, 3 600 km väster om huvudstaden Ottawa. Toppen på Mount Benson är 1 023 meter över havet, eller 661 meter över den omgivande terrängen. Bredden vid basen är 22,7 km.
Terrängen runt Mount Benson är huvudsakligen kuperad, men åt nordost är den platt. Närmaste större samhälle är Nanaimo, 8,4 km öster om Mount Benson. 
I omgivningarna runt Mount Benson växer i huvudsak barrskog. Runt Mount Benson är det glesbefolkat, med 13 invånare per kvadratkilometer.